# Krasobruslení na Zimních olympijských hrách 1936
Krasobruslení na Zimních olympijských hrách 1936 se konalo na Olympia-Kunsteisstadion v Garmisch-Partenkirchenu od 9. do 15. února 1936.

## Medailové pořadí zemí
| Pořadí | Země                 | Zlato | Stříbro | Bronz | Celkově |
| ------ | -------------------- | ----- | ------- | ----- | ------- |
| 1.     | Rakousko (AUT)       | 1     | 1       | 1     | 3       |
| 2.     | Německo (GER)        | 1     | 1       | 0     | 2       |
| 3.     | Norsko (NOR)         | 1     | 0       | 0     | 1       |
| 4.     | Velká Británie (GBR) | 0     | 1       | 0     | 1       |
| 5.     | Švédsko (SWE)        | 0     | 0       | 1     | 1       |
| 5.     | Země                 | 0     | 0       | 1     | 1       |
|        | Celkem               | 3     | 3       | 3     | 9       |

## Medailisté

### Muži
| Disciplína | Zlato                         | Výkon | Stříbro                     | Výkon | Bronz                         | Výkon |
| ---------- | ----------------------------- | ----- | --------------------------- | ----- | ----------------------------- | ----- |
| muži       | Karl Schäfer · Rakousko (AUT) | 422,7 | Ernst Baier · Německo (GER) | 400,8 | Felix Kaspar · Rakousko (AUT) | 400,1 |

### Ženy
| Disciplína | Zlato                      | Výkon | Stříbro                                    | Výkon | Bronz                               | Výkon |
| ---------- | -------------------------- | ----- | ------------------------------------------ | ----- | ----------------------------------- | ----- |
| ženy       | Sonja Henie · Norsko (NOR) | 424,5 | Cecilia Colledgeová · Velká Británie (GBR) | 418,1 | Vivi-Anne Hulténová · Švédsko (SWE) | 394,7 |

### Smíšené soutěže
| Disciplína        | Zlato                                        | Výkon | Stříbro                                       | Výkon | Bronz                                              | Výkon |
| ----------------- | -------------------------------------------- | ----- | --------------------------------------------- | ----- | -------------------------------------------------- | ----- |
| sportovní dvojice | Německo (GER) · Maxi Herberová · Ernst Baier | 11,5  | Rakousko (AUT) · Ilse Pausinová · Erik Pausin | 11,4  | Maďarsko (HUN) · Emilie Rotterová · László Szollás | 10,8  |